# Irlanda en los Juegos Olímpicos de Tokio 2020
Irlanda estuvo representada en los Juegos Olímpicos de Tokio 2020 por un total de 114 deportistas que compitieron en 18 deportes. Responsable del equipo olímpico fue el Comité Olímpico de Irlanda, así como las federaciones deportivas nacionales de cada deporte con participación.
Los portadores de la bandera en la ceremonia de apertura fueron los boxeadores Brendan Irvine y Kellie Harrington.

## Medallistas
El equipo olímpico de Irlanda obtuvo las siguientes medallas:
| Nombre                                                | Deporte | Competición                 |
| ----------------------------------------------------- | ------- | --------------------------- |
| Oro                                                   |         |                             |
| Kellie Harrington                                     | Boxeo   | Ligero (57–60 kg) F         |
| Fintan McCarthy Paul O'Donovan                        | Remo    | Doble scull ligero (LM2X) M |
| Plata                                                 |         |                             |
| —                                                     |         |                             |
| Bronce                                                |         |                             |
| Aidan Walsh                                           | Boxeo   | Wélter (69 kg) M            |
| Aifric Keogh Eimear Lambe Fiona Murtagh Emily Hegarty | Remo    | Cuatro sin timonel (W4-) F  |